# Vara (unitat de longitud)
Una vara és una unitat de longitud antigament usada profusament a Europa i que equival a tres peus però de dimensions variables segons la zona respecte de la longitud del peu. A Catalunya normalment equivalia a 4 pams o a 3 peus i a Lleida i Tarragona era equivalent a 0,7 metres. A Espanya la longitud de la vara oscil·lava entre un màxim de 0,912 metres a Alacant i un mínim de 0,768 m a Terol. La més usada era la vara de Burgos, de 0,835 905 metres, tres peus de 0,278635 metres.

## Vara anglesa
La vara anglesa és més coneguda com a iarda. És una unitat de longitud del sistema anglosaxó modern, definida com 3 peus, 36 polzades o 1/1.760 milles que equival exactament a 0,9144 metres en la definició internacional moderna. En anglès s'anomena yard. La iarda antiga estava dividida pel mètode binari en 2, 4, 8 i 16 parts anomenades half-yard, span, finger i nail. El nom de iarda es deriva del nom donat a una branca recta o vara. L'origen de la mesura no és conegut de manera certa. Equivalències en el sistema anglosaxó:
- 1 iarda = 36 polzades
- 1 iarda = 3 peus.[4]
- 1 iarda = 0,914 4 metres